# Justinus Kerner
Justinus Andreas Christian Kerner (n. 18 septembrie 1786 - d. 21 februarie 1862) a fost un scriitor și medic german.
A creat o lirică romantică străbătută de melancolie sau a investigat tainele vieții sufletești.

## Scrieri
- 1811: Umbre de călătorie ("Reiseschatten")
- 1829: Vizionara din Prevorst ("Die Seherin von Prevorst")
- 1849: Cartea cu chipuri din copilăria mea ("Das Bilderbuch aus meiner Knabenzeit")
- 1852: Ultimul buchet ("Der letzte Blüthenstrauß")
- 1856: Amintiri cu Franz Anton Mesmer ("Erinnerungen an Franz Anton Mesmer")
- 1859: Flori de iarnă ("Winterblüthen")